# Fahrenbühl (Thurnau)
Fahrenbühl (oberfränkisch: Biel) ist ein Gemeindeteil des Marktes Thurnau im Landkreis Kulmbach (Oberfranken, Bayern). Fahrenbühl liegt in der Gemarkung Hutschdorf.

## Geographie
Die Einöde liegt in Tallage des Stegersgrabens, der in Richtung Nordwesten bei Hutschdorf als linker Zufluss in den Aubach mündet. Im Süden steigt das Gebiet zu einem Hochplateau an. Die bewaldete Flur wird Gelbsgraben genannt. Eine Gemeindeverbindungsstraße führt nach Katzenlohe (0,4 km südlich) bzw. nach Hutschdorf (0,8 km nordwestlich).

## Geschichte
Der Ort wurde 1603 im Zinsbuch des Klosters Langheim als „Fahrenpühel“ erstmals urkundlich erwähnt. Ursprünglich war dies ein Flurname. Dessen Grundwort bedeutet Hügel. Die Bedeutung des Bestimmungswortes ist ungeklärt.
Gegen Ende des 18. Jahrhunderts bestand Fahrenbühl aus zwei Anwesen. Das Hochgericht übte das bayreuthische Stadtvogteiamt Kulmbach aus. Die Grundherrschaft über die zwei Halbhöfe hatte der bambergische Langheimer Amtshof.
Von 1797 bis 1810 unterstand der Ort dem Justiz- und Kammeramt Kulmbach. Mit dem Gemeindeedikt wurde Fahrenbühl 1811 dem Steuerdistrikt Hutschdorf und 1812 der Ruralgemeinde Hutschdorf zugewiesen. Am 1. Januar 1972 wurde Fahrenbühl im Zuge der Gebietsreform in Bayern in den Markt Thurnau eingegliedert.

## Einwohnerentwicklung
| Jahr      | 001818 | 001861 | 001871 | 001885 | 001900 | 001925 | 001950 | 001961 | 001970 | 001987 |
| Einwohner | 13     | 16     | 17     | 18     | 10     | 12     | 13     | 7      | 10     | 11     |
| Häuser    | 2      |        |        | 2      | 2      | 2      | 2      | 2      |        | 2      |
| Quelle    | [ 8 ]  | [ 11 ] | [ 12 ] | [ 13 ] | [ 14 ] | [ 15 ] | [ 16 ] | [ 17 ] | [ 18 ] | [ 1 ]  |

## Religion
Fahrenbühl ist evangelisch-lutherisch geprägt und nach St. Johannes der Täufer (Hutschdorf) gepfarrt.